# Annesorhiza lateriflora
Annesorhiza lateriflora là một loài thực vật có hoa trong họ Hoa tán. Loài này được (Eckl. & Zeyh.) B.-E.van Wyk mô tả khoa học đầu tiên năm 2001.